# Masurius
Masurius is een geslacht van kevers uit de familie bladkevers (Chrysomelidae).
De wetenschappelijke naam van het geslacht werd in 1888 gepubliceerd door Martin Jacoby.

## Soorten
- Masurius bifasciatus Jacoby, 1888